# 1929年のNFL
1929年のNFLは、NFLの10年目のシーズンである。
ニューヨーク・ヤンキースとデトロイト・ウルバリンズが倒産したが、スタテンアイランド・ステープルトンズ、オーランド・トルネードズ、ミネアポリス・レッドジャケッツ、バッファロー・バイソンズ（再加入）が加わり、前年の10チームから12チームに増加した（4増2減）。また、ポッツビル・マルーンズがボストン・ブルドッグスに名称を変え、11月3日にはNFL初のナイトゲームがプロビデンス・スチームローラーのホームで行われたシカゴ・カージナルス戦で行われた。
グリーンベイ・パッカーズが12勝1分で、NFLチャンピオンに輝いた。

## 順位表
| チーム                               | 数 | 勝 | 敗 | 分 | 率    |
| ------------------------------------ | -- | -- | -- | -- | ----- |
| グリーンベイ・パッカーズ             | 13 | 12 | 0  | 1  | 1.000 |
| ニューヨーク・ジャイアンツ           | 15 | 13 | 1  | 1  | .929  |
| フランクフォード・イエロージャケッツ | 19 | 10 | 4  | 5  | .714  |
| シカゴ・カージナルス                 | 13 | 6  | 6  | 1  | .500  |
| ボストン・ブルドッグス               | 8  | 4  | 4  | 0  | .500  |
| スタテンアイランド・ステープルトンズ | 10 | 3  | 4  | 3  | .429  |
| プロビデンス・スチームローラー       | 12 | 4  | 6  | 2  | .400  |
| オーランド・トルネードズ             | 12 | 3  | 5  | 4  | .375  |
| シカゴ・ベアーズ                     | 15 | 4  | 9  | 2  | .308  |
| バッファロー・バイソンズ             | 9  | 1  | 7  | 1  | .125  |
| ミネアポリス・レッドジャケッツ       | 10 | 1  | 9  | 0  | .100  |
| デイトン・トライアングルス           | 6  | 0  | 6  | 0  | .000  |